# Solo un uomo (Mondo Marcio)
Solo un uomo è il secondo album in studio del rapper italiano Mondo Marcio, pubblicato il 27 gennaio 2006 dalla Virgin Records.

## Descrizione
Anticipato dal singolo Dentro alla scatola, Solo un uomo è stato completamente prodotto e cantato dal rapper milanese, con l'esclusione delle tracce The Most Wanted con il featuring di Tormento, Segui la stella e Ancora qua con la cantante R&B Irene Lamedica, e il brano Come si fa, prodotto da Big Fish.
Il disco, pubblicizzato in maniera massiccia dalla Virgin Records, risuona di produzioni somiglianti allo stile statunitense, in particolar modo a 50 Cent, mentre la parte cantata esalta le capacità di Mondo Marcio. L'album ha diviso la critica ed il pubblico soprattutto tra chi lo considera banale, edulcorato e sostenuto solo dall'investimento della major su un personaggio che pare fatto ad hoc per la parte che interpreta, e chi invece lo ritiene un prodotto perfetto per far conoscere l'hip hop anche in Italia, allora ritenuto ancora un genere di nicchia.

### Edizione speciale
Il 21 luglio 2006, è stata pubblicata un'edizione speciale denominata Gold Edition e composta due CD. Il primo contiene in più le bonus track Fallo ancora e Pazzo (già presenti nella prima edizione in CD) e il rifacimento di Dentro alla scatola con i Finley, mentre il secondo disco contiene il mixtape Nessuna via d'uscita, costituito da venti brani più una traccia bonus.

## Tracce
1. Intro – 0:47
2. Il mio mondo – 3:41
3. Dentro alla scatola – 4:23
4. Segui la stella – 4:05
5. Toc Toc – 4:00
6. Solo un uomo – 4:04
7. Come si fa – 4:10
8. Purple Weed – 4:24
9. Nessuna via d'uscita – 4:40
10. Nel bene e nel male – 4:12
11. Skit 1 – 0:55
12. The Most Wanted – 4:35
13. Il solo rimasto – 3:38
14. Come prima – 4:29
15. Skit 2 – 0:30
16. Ancora qua – 4:46

Tracce bonus nell'edizione CD
1. Fallo ancora – 4:04
2. Pazzo – 4:42
3. Dentro alla scatola (Mondo Marcio vs. Finley) – 4:04 – presente nella Gold Edition

Nessuna via d'uscita - Mixtape – CD bonus nella Gold Edition
1. Intro – 0:50
2. Ultima corsa – 4:26
3. Lo devi amare – 2:54
4. Le strade guardano (feat. Primo) – 4:29
5. Non piangere – 4:23
6. Perché deve andare così?! – 4:20
7. The One – 4:20
8. La città – 4:30
9. L.A. Strippers – 2:50
10. Breathe Easy (feat. Lou Reigns e Spoon) – 3:50
11. Nero o bianco – 3:42
12. Non moriremo mai – 4:06
13. Jemal's War (feat. Jemal) – 0:41
14. I marci mi cercano – 3:11
15. Skit 3 – 0:30
16. Una nel mondo – 3:48
17. Il motivo – 3:57
18. Sono un sognatore – 3:56
19. Skit 4 – 0:19
20. Candy – 4:14
21. If I Die 2Nite (Bonus Track) – 4:45

## Classifiche

### Classifiche settimanali
| Classifica (2006) | Posizione massima |
| ----------------- | ----------------- |
| Italia            | 10                |

### Classifiche di fine anno
| Classifica (2006) | Posizione |
| ----------------- | --------- |
| Italia            | 40        |